# Усогорск (городское поселение)
Усогорск — административно-территориальная единица (административная территория пгт с подчинённой ему территорией) и муниципальное образование (городское поселение с полным официальным наименованием муниципальное образование городского поселения «Усогорск») в составе муниципального района Удорского в Республике Коми Российской Федерации.
Административный центр — пгт Усогорск.

## История
Статус и границы административной территории установлены Законом Республики Коми от 6 марта 2006 года № 13-РЗ «Об административно-территориальном устройстве Республики Коми».
Статус и границы городского поселения установлены Законом Республики Коми от 6 марта 2006 года № 13-РЗ «Об административно-территориальном устройстве Республики Коми»

## Население
| 2010  | 2011  | 2012  | 2013  | 2014  | 2015  | 2016  |
| ----- | ----- | ----- | ----- | ----- | ----- | ----- |
| 5453  | ↘5434 | ↘5369 | ↘5361 | ↘5292 | ↘5272 | ↗5301 |
| 2017  | 2018  | 2019  | 2020  | 2021  | 2024  |       |
| ↘5286 | ↗5308 | ↘5294 | ↘5264 | ↘5012 | ↘5001 |       |

## Состав
Состав административной территории и городского поселения:
| № | Населённый пункт | Тип населённого пункта      | Население |
| - | ---------------- | --------------------------- | --------- |
| 1 | Верхнемезенск    | посёлок                     | →0        |
| 2 | Нижний Выльыб    | деревня                     | 10        |
| 3 | Разгорт          | деревня                     | 100       |
| 4 | Усогорск         | пгт, административный центр | ↘4932     |